# تپه حاجی قلندر
تپه حاجی قلندر مربوط به هزاره ۵ قبل از میلاد - عصر آهن است و در شهرستان گنبد کاووس، روستای ینیاق واقع شده و این اثر در تاریخ ۱۶ مهر ۱۳۷۹ با شمارهٔ ثبت ۲۸۰۴ به‌عنوان یکی از آثار ملی ایران به ثبت رسیده است.